# Herbert Norkus
Herbert Adolf Erwin Norkus (* 26. Juli 1916 in Berlin; † 24. Januar 1932 ebenda) war ein Hitlerjunge, der bei einer Propaganda-Aktion durch Kommunisten getötet wurde. Er wurde danach vom Nationalsozialismus als „Vorbild für den kämpferischen Einsatz der Hitler-Jugend“ und als „Blutzeuge der Bewegung“ dargestellt. Sein Todestag wurde zum Trauertag der nationalsozialistischen Jugend („Tag des Heiligen“) erklärt, an welchem der „gefallenen“ Hitlerjugend-Mitglieder gedacht werden sollte.

## Leben
Seine Eltern hatten 1915 geheiratet. Sein Vater Ludwig Emil Friedrich Norkus, geb. 1889, von Beruf Schlosser, war 1915 im Ersten Weltkrieg schwer verwundet worden. Er war tätig als kriegsversehrter Heizer in der Chemisch-Technischen Reichsanstalt, am Tegeler Weg in Berlin-Plötzensee, wo die Familie auch wohnte. Er gehörte vermutlich der SA an. Seine gleichaltrige Ehefrau Emma Elisabeth Norkus geb. Kurtz war zumindest bis zur Heirat als Konfitürenhändlerin tätig gewesen. Sie starb ein Jahr vor ihrem Sohn am 18. Februar 1931 in den Kuranstalten Westend in Charlottenburg im Haus für Gemütskranke in der Nußbaumallee 38.
Herbert Norkus galt als unscheinbarer und normaler Schüler eines Gymnasiums.

## Tod

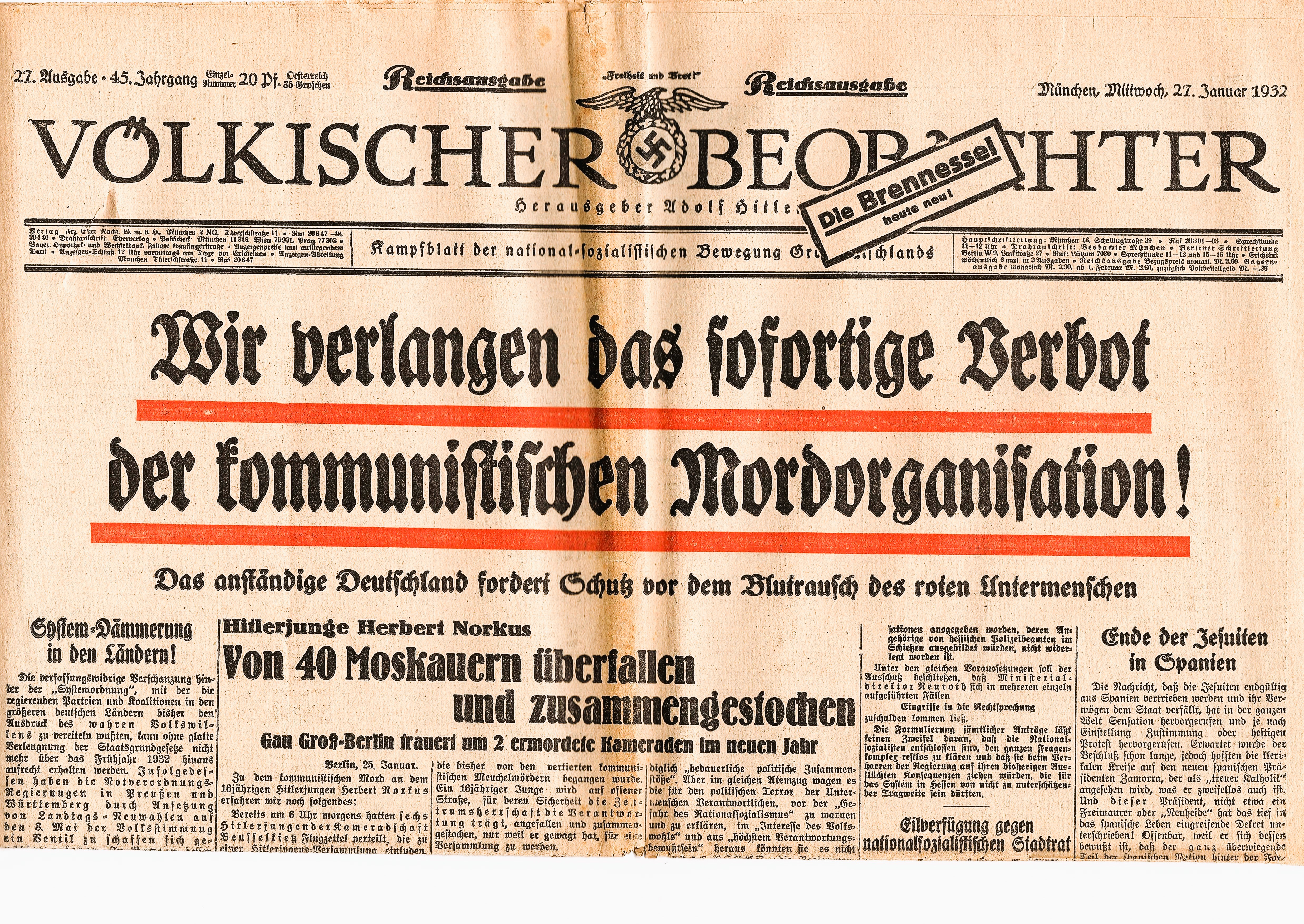
Titelseite des NSDAP-Organs Völkischer Beobachter vom 27. Januar 1932 zum gewaltsamen Tod von Norkus

Am Morgen des 24. Januar 1932 verteilte Norkus in Berlin-Moabit mit anderen Hitlerjungen Flugblätter einer nationalsozialistischen Propagandaveranstaltung. Eine Gruppe junger Kommunisten wollte das verhindern und verfolgte die Hitlerjungen. Norkus wurde zusammengeschlagen, erhielt Stichwunden und wurde im Flur des Hauses der Zwinglistraße 4 in Moabit aufgefunden. Er starb auf dem Weg ins Krankenhaus Moabit. Am nächsten Tag erschien die NSDAP-Zeitung Der Angriff mit der Überschrift: „Wie der Hitlerjunge Herbert Norkus von Rotmord gemeuchelt wurde“.
Seine Beisetzung am 28. Januar 1932 auf dem Neuen St.-Johannis-Friedhof in Berlin-Plötzensee wurde nach Polizeiangaben von 5000 Personen begleitet.
Drei direkt am Mord beteiligte 18- bis 19-jährige Jungkommunisten, nach denen gefahndet wurde, flüchteten mit Unterstützung der Roten Hilfe in die Sowjetunion. Anfang Juli 1932 wurden drei weitere Kommunisten, darunter der Moabiter KPD-Leiter Georg Stolt, und drei ehemalige SA-Leute, die mittlerweile zur Anhängerschaft des abtrünnigen Nationalsozialisten Walther Stennes gehörten und nach Aussagen im Prozess die Kommunisten zu dem Überfall angestiftet hatten, vom Landgericht Berlin I (Preußen) zu Gefängnis- bzw. Zuchthausstrafen zwischen ein und drei Jahren verurteilt.

### Literatur, Film und Musik; Denkmäler

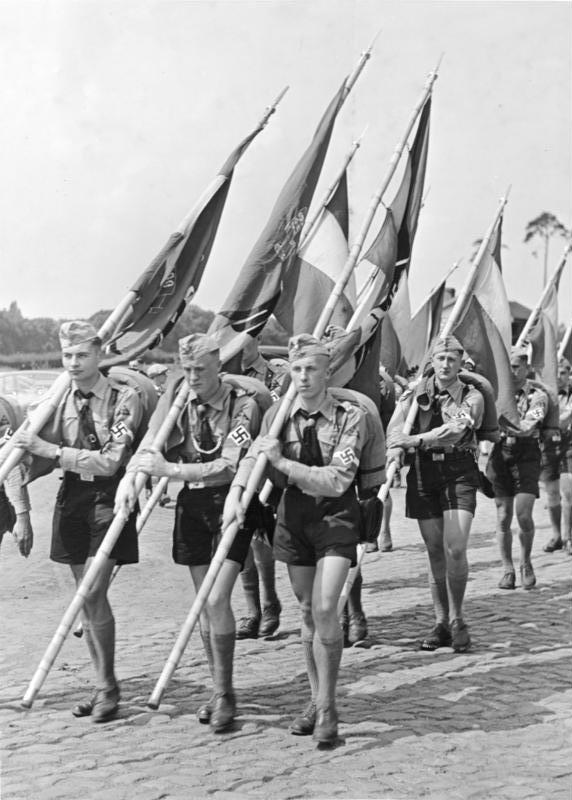
Hitlerjugend marschiert von Norkus’ Grab zum Reichsparteitag in Nürnberg

### Umbenennungen

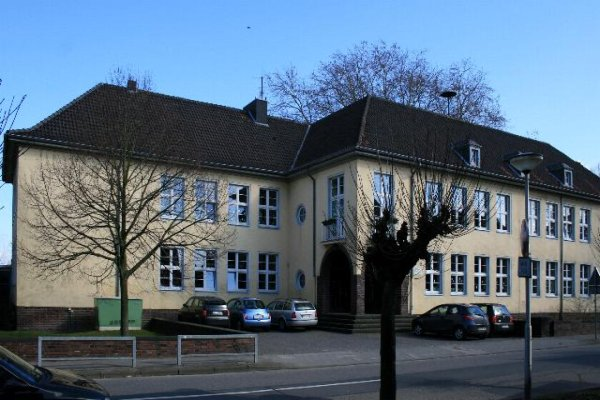
Grundschule Zweitorstraße in Viersen-Bockert (Baujahr 1938), früher „Herbert-Norkus-Schule“, heute ein Baudenkmal

## Schaffung des Mythos